# Parti progressiste-conservateur de Terre-Neuve-et-Labrador
Le Parti progressiste-conservateur de Terre-Neuve-et-Labrador est un parti politique de centre droit dans la province canadienne de Terre-Neuve-et-Labrador.
Depuis le 14 décembre 2015, il forme l'opposition officielle au gouvernement.

## En opposition
Après l'élection de Crosbie à la tête du parti en avril 2018, Davis a annoncé qu'il démissionnerait de ses fonctions de chef de l'opposition. Étant donné que Crosbie n'est pas membre de la Chambre d'assemblée, le MHA David Brazil a été nommé chef de l'opposition le 14 mai 2018. Le 20 septembre 2018, Crosbie a remporté le district de Windsor Lake lors d'une élection partielle, commencement ses fonctions de chef de l'opposition.
Crosbie a mené le parti aux élections provinciales de 2019 en augmentant le nombre de ses sièges de 7 à 15. Les PJ ont terminé à 1% derrière les libéraux lors du vote populaire et le gouvernement Ball a été réduit à une minorité. Crosbie a été personnellement réélu à Windsor Lake.

## Liste des chefs
| Chef | Chef                       | Durée     |
| ---- | -------------------------- | --------- |
| 1    | Harry Mews                 | 1949–1950 |
| 2    | John Higgins               | 1950–1951 |
| 3    | Peter Cashin               | 1951–1953 |
| 4    | Malcolm Hollett            | 1953–1959 |
| 5    | James Greene               | 1959–1966 |
| 6    | Noel Murphy                | 1966      |
| 7    | Gerry Ottenheimer          | 1966–1969 |
| 8    | William Marshall (intérim) | 1969–1970 |
| 9    | Frank Moores               | 1970–1979 |
| 10   | Brian Peckford             | 1979–1989 |
| 11   | Thomas Rideout             | 1989–1991 |
| 12   | Len Simms                  | 1991–1995 |
| 13   | Lynn Verge                 | 1995–1996 |
| 14   | Loyola Sullivan            | 1996–1998 |
| 15   | Ed Byrne                   | 1998–2001 |
| 16   | Danny Williams             | 2001–2010 |
| 17   | Kathy Dunderdale           | 2010–2014 |
| 18   | Tom Marshall (intérim)     | 2014      |
| 19   | Paul Davis                 | 2014–2018 |
| 20   | Ches Crosbie               | 2018–2021 |
| 21   | David Brazil (intérim)     | 2021–2023 |
| 22   | Tony Wakeham.              | 2023-     |